# ステップ・アップ5:アルティメット
『ステップ・アップ5:アルティメット』（原題：Step Up: All In）は、2014年に公開されたアメリカ合衆国のダンス映画。本作は『ステップ・アップ4:レボリューション』（2012年）の続編であり、『ステップ・アップ』シリーズの5作目で最終作である。2014年8月8日にサミット・エンターテインメントの配給で劇場公開された。監督はシリーズ初参加となった振付師出身のトリッシュ・シー（長編監督デビュー）、脚本はジョン・スウェットナム、出演はライアン・グスマンとブリアナ・エヴィガンなど。本作では第1作と第3作のカミール、第2作のアンディ、第4作のショーン、第2作から皆勤賞のムースらが再登場した。
日本では、2015年6月3日にウォルト・ディズニー・スタジオ・ジャパンからDVD（規格品番：VWDS-6101）とブルーレイ+DVDセット（規格品番：VWBS6101）が発売された。キャッチコピーは「究極のダンス・バトルが今はじまる!」。

## キャスト
| 役名                 | 俳優                             | 日本語吹き替え                                                                                     |
| -------------------- | -------------------------------- | -------------------------------------------------------------------------------------------------- |
| ショーン             | ライアン・グスマン               | 小松史法                                                                                           |
| アンディ             | ブリアナ・エヴィガン             | 園崎未恵                                                                                           |
| ムース               | アダム・G・セヴァーニ            | 村田太志                                                                                           |
| カミール             | アリソン・ストーナー             | 河原木志穂                                                                                         |
| エディ               | ミシャ・ガブリエル               | 鳥海浩輔                                                                                           |
| ジェイソン           | スティーヴン・"トゥイッチ"・ボス | 赤城進                                                                                             |
| アレクサ・ブラヴァ   | イザベラ・マイコ                 | 木下紗華                                                                                           |
| マーティン           | マーティン・ロンバード           | 佐藤せつじ                                                                                         |
| マルコス             | ファクンド・ロンバード           | 佐藤せつじ                                                                                         |
| その他               | N/A                              | 青木強、仲野裕 野沢由香里、河本邦弘 佐々木啓夫、小田柿悠太 品田美穂、志田有彩 竹内栄治、大井麻利衣 |
| 日本語版制作スタッフ |                                  | |
| 演出                 | 演出                             | 高桑一                                                                                             |
| 字幕翻訳             | 字幕翻訳                         | チオキ真理                                                                                         |
| 吹替翻訳             | 吹替翻訳                         | 桜井裕子                                                                                           |
| 録音・調整           | 録音・調整                       | 高見元太                                                                                           |
| 録音制作             | 録音制作                         | HALF H・P STUDIO                                                                                   |
| 制作監修             | 制作監修                         | 山本千絵子                                                                                         |
| 日本語版制作         | 日本語版制作                     | Disney Character Voices International, Inc.                                                        |

## スタッフ
- 監督：トリッシュ・シー（英語版）
- 製作総指揮：ジョン・M・チュウ、デヴィッド・ニックセイ、スコット・スピアー、マシュー・スミス、ボブ・ヘイワード、デヴィッド・ギャレット、メレディス・ミルトン
- 製作：アダム・シャンクマン、ジェニファー・ギブゴット、パトリック・ワックスバーガー、エリック・フェイグ（英語版）
- 脚本：ジョン・スウェットナム
- 音楽：ジェフ・カルドーニ
- 撮影：ブライアン・ピアソン
- 編集：ニーヴン・ハウィー
- 振付：ジャマール・シムズ、クリストファー・スコット、ドンドレイコ・ジョンソン

## ボーナス・コンテンツ
ブルーレイ
- 響き渡るダンス・サウンド
- 製作の舞台裏
- 未公開シーン集
- ダンス・インデックス

DVD
- 未公開シーン集

## 興行収入
本作は北米興行収入ランキングで6位となり、650万ドルを売り上げた。この映画はアメリカで$14,904,384、他の地域で$71,261,262、全世界で$86,165,646の興行収入を上げ、シリーズで最も低い興行収入を記録している。